# 앤 패커드
앤 패커드(Anne Packard, 1933년~)는 푸른 바다 풍경화로 가장 잘 알려진 미국 예술가이다.
그의 아들 마이클 패커드(Michael Packard)는 2021년 6월 12일 바닷가재를 잡으러 갔다가 혹등고래의 입속에 빨려들어 갔지만 살아났다. 그는 20년 전에도 동승자 3명이 사망한 비행기 추락사고에서 구사일생으로 목숨을 건진 적이 있었다.

## 생애
그녀는 1933년 뉴욕 하이드 파크에서 태어났다. 하이드파크에서 자라면서 그녀는 어린 시절의 여름을 매사추세츠주 프로빈스타운에서 보냈다.
그녀는 프로빈스타운의 예술가 마을을 창립한 멤버 중 한 명인 19 세기와 20 세기 낭만주의 인상파 화가인 할아버지 Max Bohm을 포함한 예술가 가족 출신이다. 그녀는 뉴욕의 Bard College에서 공부하고 1977년 프로빈스타운으로 이사하여 Philip Malicoat 밑에서 견습생을 하였다.